# Алексеевское (Башкортостан)
Алексе́евское (баш. Алексеевка) — деревня в Инзерском сельсовете Архангельского района Республики Башкортостан России.

## География

### Географическое положение
Расстояние до:
- районного центра (Архангельское): 17 км,
- центра сельсовета (Валентиновка): 6 км,
- ближайшей железнодорожной станции (Приуралье): 24 км.

## История
Основана между 1910—1920 белорусами как п. Алексеевский при с. Валентиновка.

## Население
| 2002 | 2009 | 2010 |
| ---- | ---- | ---- |
| 26   | ↗33  | ↘20  |

Согласно переписи 2002 года, преобладающие национальности — русские (58 %), белорусы (34 %).